# Новоалександровка (посёлок, Покровский район)
Новоалександровка (укр. Новоолександрівка) — посёлок в Покровском районе Донецкой области Украины. 11 июня 2024 года захвачен ВС РФ.
Население по переписи 2001 года составляло 693 человека. Почтовый индекс — 85352. Телефонный код — 623.

## Местный совет
85352, Донецкая обл., Покровский р-н, с. Новоолександровка, ул. Гагарина, 33